# Niet-penetratieve seks

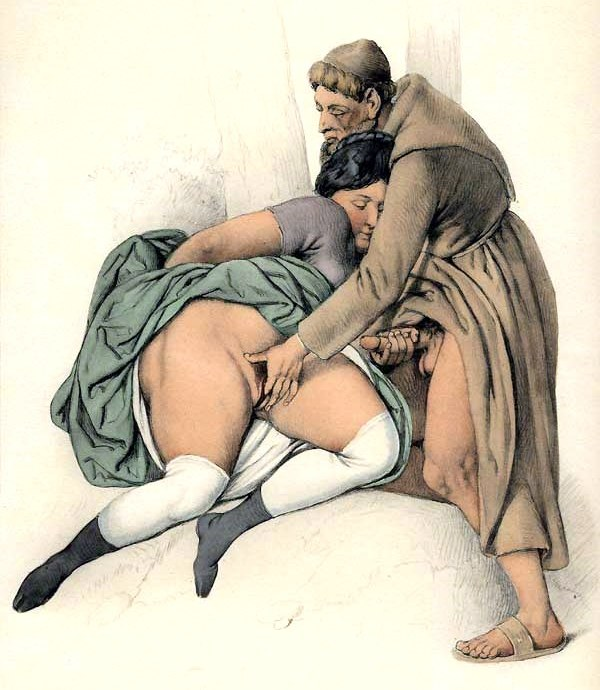
Vrouw trekt de man af terwijl de man de vrouw vingert (tekening van Peter Johann Nepomuk Geiger)

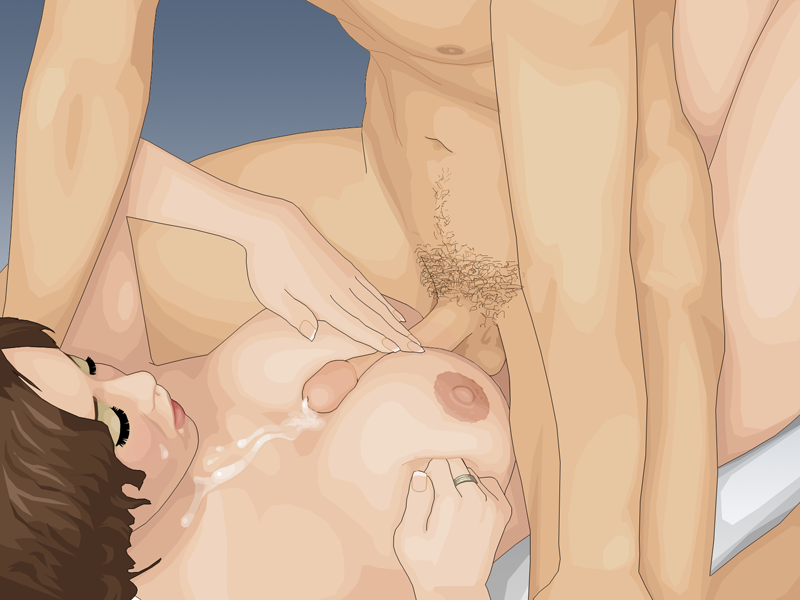
Penismassage tussen borsten heet coïtus a mamilla

Met niet-penetratieve seks, ook weleens aangeduid als droge seks, worden seksuele handelingen zonder penetratie bedoeld.
Er vindt bij niet-penetratieve seks geen penetratie met de penis in het lichaam plaats. Noch vaginaal, noch oraal, noch anaal.
Omdat er geen geslachtsgemeenschap plaatsvindt is het een vorm van droogneuken. Het kan een doel op zich zijn, een vorm van voorspel of om bevruchting te voorkomen.
Hoewel men van niet-penetratief spreekt kunnen er bij een aantal onderstaande voorbeelden vaak wel penetrerende bewegingen gemaakt worden.
Deze seks kan beleefd worden door middel van,
- Masturbatie
- Vingeren
- Anaal vingeren
- Aftrekken
- Penis masseren met of tussen de borsten oftewel coitus a mamilla
- Penis masseren met de voeten middels een footjob
- Penis masseren tussen billen
- Penis masseren onder de oksels
- Penis masseren tussen de dijen oftewel interfemorale seks
- Frottage, waarbij twee mannen hun erectie tegen elkaar wrijven

Niet-penetratieve seks kan als een betrekkelijk veilige vorm van seks gezien worden mits er op geen enkele wijze voorvocht, sperma en/of bloed tussen de partners uitgewisseld wordt.